# Junay
Junay – miejscowość i gmina we Francji, w regionie Burgundia-Franche-Comté, w departamencie Yonne.
Według danych na rok 1990 gminę zamieszkiwało 135 osób, a gęstość zaludnienia wynosiła 37 osób/km² (wśród 2044 gmin Burgundii Junay plasuje się na 775. miejscu pod względem liczby ludności, natomiast pod względem powierzchni na miejscu 1305.).